# Saúde física e esquizofrenia
Pessoas com esquizofrenia correm um risco maior de sofrerem de problemas de saúde física e morte prematura do que a população em geral. As condições fatais incluem doenças cardiovasculares, respiratórias e metabólicas.
Embora a morte por suicídio na esquizofrenia tenha recebido muita atenção e seja a principal causa de morte entre homens, a morte por doença cardiovascular é mais comum em mulheres, responsável por até 75% das mortes. As causas dos problemas de saúde física incluem fatores associados a doenças mentais e o seu tratamento, pobreza, moradia precária, taxas mais altas de tabagismo, dieta inadequada e falta de exercício.

## Dinâmicas
Apesar das altas taxas de problemas de saúde física, os pacientes de serviços da saúde mental relatam que os profissionais da saúde negligenciam as suas necessidades físicas. Os pacientes do serviço gostariam que os profissionais da saúde mental fizessem mais pela sua saúde física. Rethink entrevistou 2.998 pacientes de serviços da saúde mental, mais da metade dos quais viviam com um diagnóstico de uma doença mental grave. Quase um terço disse que os exames físicos regulares estavam entre as três principais prioridades para melhorar os serviços. Os profissionais da saúde mental podem se sentir incapazes de fornecer informações sobre a saúde física. Também pode haver a sensação de que as pessoas com problemas de saúde mental não se interessarão por educação e apoio na saúde física. Na verdade, grande parte da promoção da saúde é simples e bem recebida pelos doentes. Uma revisão mostrou que pessoas com esquizofrenia beneficiaram de uma variedade de intervenções comportamentais e obtiveram perda de peso e mudaram o seu estilo de vida .
Um outro estudo encontrou poucas evidências para apoiar uma intervenção em relação a outra, mas argumentou que exercícios moderadamente extenuantes eram importantes.

## Políticas de saúde
Muitas diretrizes refletem a necessidade de incorporar cuidados de saúde física na provisão da saúde mental, incluindo o NICE no Reino Unido. No cuidado primário, o site do prodígio oferece conselhos práticos e acessíveis.
No entanto, uma revisão das diretrizes internacionais para o bem-estar físico em SMI descobriu que as recomendações são variáveis. As diretrizes do Reino Unido não abordaram as especificidades do monitoramento da saúde física e intervenção no estilo de vida, enquanto as diretrizes os Estados Unidos foram mais descritivas. Estudos no campo sugeriram que todas as diretrizes foram implementadas de forma inadequada na prática.
O DoH no Reino Unido recomendou ações abrangentes para permitir que a população em geral escolha estilos de vida mais saudáveis no white paper Choosing Health .
No Reino Unido, o Serviço Nacional de Saúde (NHS) está profundamente dividido em termos físicos/mentais. Em vez de tratararem as pessoas no global, os serviços tendem a tratar os problemas destas separadamente.
A estrutura de comissionamento para apoiar as necessidades da saúde física de pessoas com doenças mentais graves recomenda uma abordagem holística com colaboração entre agências.

## Medicação
A visão médica atual é a de que todos os pacientes que sofram de esquizofrenia devam tomar medicamentos para o transtorno. Esses medicamentos antipsicóticos têm efeitos adversos, como ganho de peso, e indução a sensações de fadiga que inibem a atividade física. A solicitação para que o sofredor de esquizofrenia se exercite para melhorar a saúde cardiovascular e, em seguida, tome a medicação (originalmente chamados de "tranquilizantes principais") que inibe a atividade é um duplo vínculo.